# Giacarta Settentrionale
Giacarta settentrionale (in indonesiano Jakarta Utara) è una città (kota) dell'Indonesia, una delle 5 che formano la capitale Giacarta.

## Suddivisioni
Giacarta settentrionale è suddivisa in 8 Kecamatan (sottodistretti):
- Cilincing
- Koja
- Kelapa Gading
- Tanjung Priok
- Pademangan
- Penjaringan